# Liopropoma
Liopropoma is een geslacht van straalvinnige vissen uit de familie van zaag- of zeebaarzen (Serranidae). Het geslacht is voor het eerst wetenschappelijk beschreven in 1861 door Gill.

## Soorten
- Liopropoma aberrans Poey, 1860
- Liopropoma africanum Smith, 1954
- Liopropoma aragai Randall & Taylor, 1988
- Liopropoma aurora Jordan & Evermann,1903
- Liopropoma carmabi Randall, 1963
- Liopropoma collettei Randall & Taylor, 1988
- Liopropoma danae Kotthaus, 1970
- Liopropoma dorsoluteum Kon, Yoshino & Sakurai, 1999
- Liopropoma emanueli Wirtz & Schliewen, 2012
- Liopropoma erythraeum Randall & Taylor, 1988
- Liopropoma eukrines Starck & Courtenay, 1962
- Liopropoma fasciatum Bussing, 1980
- Liopropoma flavidum Randall & Taylor, 1988
- Liopropoma incomptum Randall & Taylor, 1988
- Liopropoma japonicum Döderlein, 1883
- Liopropoma latifasciatum Tanaka, 1922
- Liopropoma lemniscatum Randall & Taylor, 1988
- Liopropoma longilepis Garman, 1899
- Liopropoma lunulatum Guichenot, 1863
- Liopropoma maculatum Döderlein, 1883
- Liopropoma mitratum Lubbock & Randall, 1978
- Liopropoma mowbrayi Woods & Kanazawa, 1951
- Liopropoma multilineatum Randall & Taylor, 1988
- Liopropoma pallidum Fowler, 1938
- Liopropoma rubre Poey, 1861
- Liopropoma susumi Jordan & Seale, 1906
- Liopropoma swalesi Fowler & Bean, 1930
- Liopropoma tonstrinum Randall & Taylor, 1988